# John Lawrence LeConte
John Lawrence LeConte (ur. 13 maja 1825 w Nowym Jorku, zm. 15 listopada 1883 w Filadelfii) – amerykański entomolog. Opisał blisko połowę gatunków entomofauny Stanów Zjednoczonych, w tym około 5 tysięcy gatunków chrząszczy. 
Był synem entomologa Johna Eattona Le Conte.

## Wybrane prace
- Catalogue of the Coleoptera of the United States (1853)
- Classification of the Coleoptera of North America (1861, 1873)
- New Species of North American Coleoptera (1866, 1873)
- George Henry Horne, John Lawrence LeConte: Classification of the Coleoptera of North America. Part II (1883)